# Joseph Wilms
Pour les articles homonymes, voir Wilms.
Peter Joseph Wilms (né le 2 août 1814 à Düsseldorf, mort le 28 octobre 1892 dans la même ville) est un peintre allemand.

## Biographie
À neuf ans, il perd l'ouïe et la capacité de parler à la suite d'une "fièvre nerveuse". En 1829, à 14 ans, il commence à étudier la peinture à l'académie des beaux-arts de Düsseldorf auprès de Theodor Hildebrandt et Wilhelm von Schadow. Il est élève de l'académie jusqu'en 1851.
Il attire rapidement l'attention avec son travail dans le domaine de la peinture de natures mortes. Le collègue peintre Johann Peter Hasenclever représente Wilms en 1836 dans sa peinture Scène d'atelier dans un costume de bandit. En 1848, il part en voyage d'études à Strasbourg et en 1862 à Amsterdam, où il séjourne un an.

## Œuvre

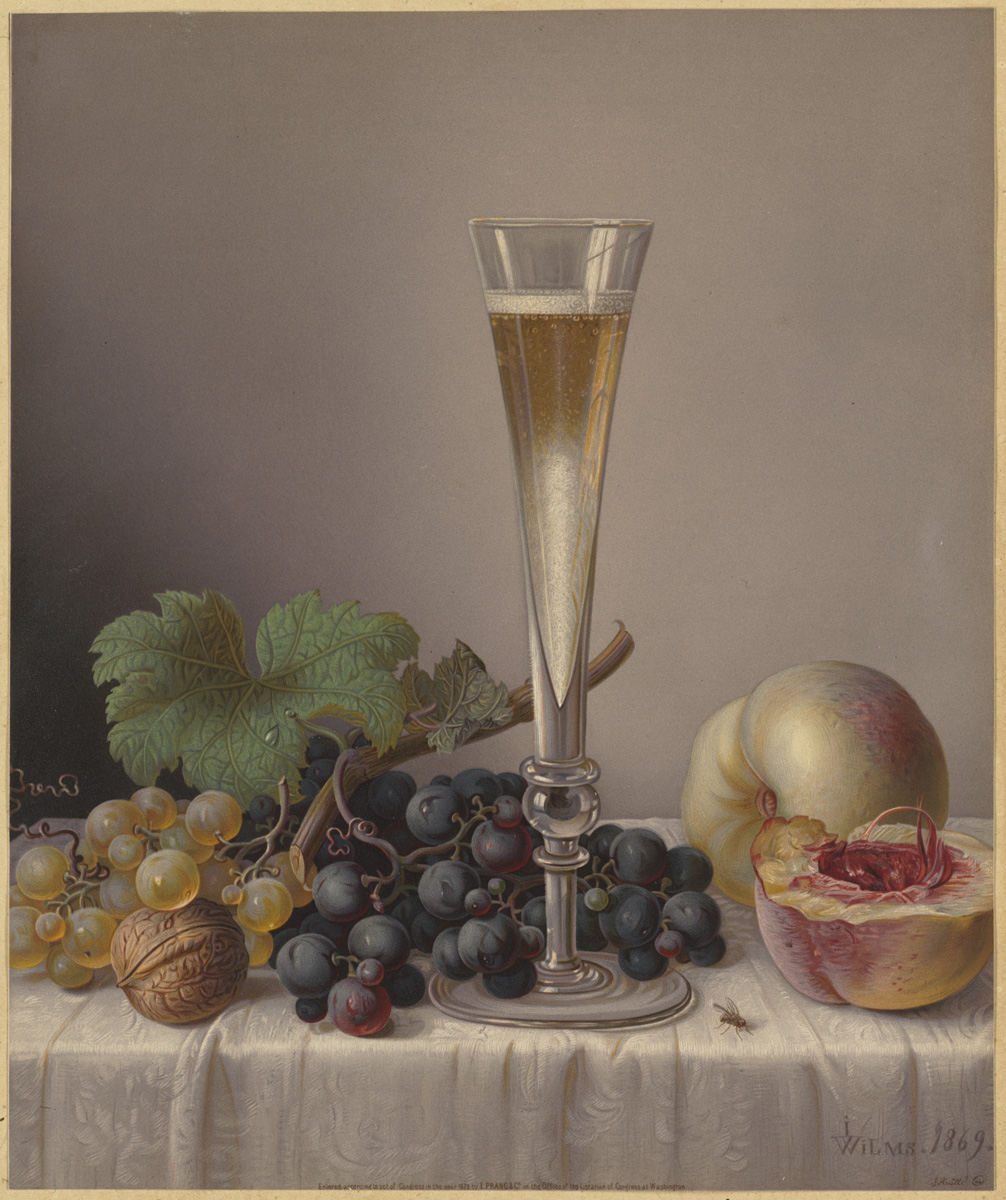
Nature morte à la flûte de champagne, aux raisins et à la pêche (dessert n° 7), 1869

Wilms peint principalement des natures mortes, dont les compositions rappellent Johann Wilhelm Preyer, parfois aussi des peintures d'animaux et de genre et des portraits. Il fait partie des peintres qui rompent avec la tradition d'enseignement académique de Wilhelm von Schadow. Une œuvre particulièrement importante est la vanité L'Héritage de Ludwig von Milewski, créée en 1849. Elle utilise la peinture en trompe-l'œil pour commémorer un ami peintre abattu lors d'un combat de barricade pendant la Révolution allemande de 1848 sous forme d'objets symboliques.